# Schoellkopf Field
 (mars 2025).
Si vous disposez d'ouvrages ou d'articles de référence ou si vous connaissez des sites web de qualité traitant du thème abordé ici, merci de compléter l'article en donnant les références utiles à sa vérifiabilité et en les liant à la section « Notes et références ».
Le Schoellkopf Field est un stade de football américain de 25 597 places situé sur le campus de l'Université Cornell à Ithaca dans l’État de New York.
L'équipe de football américain universitaire de Cornell Big Red évolue dans cette enceinte inaugurée le 9 octobre 1915. Ce stade est la propriété de l'université Cornell. Il porte le nom du footballeur américain et entraîneur Henry Schoellkopf (en).

## Histoire
Lors de son inauguration, le stade compte seulement 9 000 places. En septembre 1924, la construction de la grande tribune "Crescent" porte la capacité à 21 500 places. Après des travaux d'aménagements, le stade peut accueillir 25 597 spectateurs depuis 1947. La tribune Crescent fut rénovée en 2005.
La pelouse fut remplacée par un revêtement artificiel (turf) en 1971 et une nouvelle tribune de presse fut construite en 1986.
Cette enceinte a accueilli la finale nationale NCAA de Crosse en 1980.